# De mördades fria republik
De mördades fria republik är en svensk politisk protestvisa av Dan Berglund. Visan fanns med på albumet Stöd de strejkande hamnarbetarna från 1974 samt på Berglunds debutalbum En järnarbetares visor från 1975, som båda gavs ut på KPML(r):s förlag Proletärkultur. De mördades fria republik är Berglunds mest kända visa.
Berglund har uppgivit att han skrev sångtexten baserad på sina intryck av arbetare som arbetat i industrin sedan 1920- och 1930-talen, det vill säga uppåt 40-50 år, som han menade accepterade alltför stora fysiska risker på arbetsplatsen och inte tyckte sig vara värda bättre villkor. I liveversionen tillägnar Berglund visan åt dem som årligen omkommer i industrin.

## Sångtextens handling
Sångtexten handlar om en arbetare vid namn Sven som är svetsare på en arbetsplats, sannolikt ett skeppsvarv, där han arbetat i tretton år. Den dagen som visan inleds dör Sven i en arbetsplatsolycka och "vaknar" efter döden upp i en kista i samband med sin begravning. Efter sin begravning blir han hälsad välkommen till "de mördades fria republik", vars invånare reser sig "så jorden skalv" och börjar sjunga en protestvisa mot de villkor som lett till deras död.
Visan är framför allt uppmärksammad för raderna:

Vi mördades i den svenska industrin

Vi är femhundra per år som blir slaktade som svin

I fabrikerna där man suger ut vår märg

Och störst av alla mördare är Jacob Wallenberg

som i visan sjungs av de döda i "de mördades fria republik". I slutet av visan uppmanar de döda till studier av Marx och Lenin.

## Uppgiften om antal döda per år i industrin
Berglund har fått frågan om varifrån han fick uppgiften om 500 döda per år i den svenska industrin, och har uppgett att han sett den i en tidning. Officiell statistik för 1975, det år albumet En järnarbetares visor gavs ut, anger det totala antalet döda till följd av yrkesskador inklusive färdolyckor till 293, varav 59 avsåg dödsolyckor på arbetsplatsen inom den egentliga produktionsindustrin. Vid denna tidpunkt var den långsiktiga trenden för antalet dödade i arbetslivet minskande.

## Coverversioner
EAK har spelat in en coverversion som finns på albumet Klass mot klass (1995). EAK:s version har något modifierad text och pekar bland annat ut Peter Wallenberg istället för hans då döda farbror Jacob Wallenberg.
Sven Wollter har spelat in en coverversion som finns på albumet Sånger från tjugonde seklet (2009). I Wollters version finns namnet Jacob Wallenberg med, i likhet med originalet. År 2020 släppte bandet En Svensk Tiger sin version av låten i Albumet Tigrarna från Högsbo 2006-2010. Denna version är sjungen som en punklåt.